# Jalapa (Ciudad)
Jalapa (del náhuatl, significa «arena del río») es una ciudad, cabecera departamental y sede de las oficinas administrativas, jurídico-políticas y eclesiásticas del Departamento de Jalapa, localizada a 100 km de la Ciudad de Guatemala.  En esta ciudad están ubicados, también, la Gobernación departamental que es la representación del gobierno central de la República y el Centro Universitario de Sur-Oriente de la Universidad de San Carlos fundado en enero de 1978.
Después de la Independencia de Guatemala en 1821, Jalapa fue uno de los municipios originales del Estado de Guatemala, cuando este fue fundado en 1825; pertenecía al departamento de Chiquimula.  Y también fue sede del circuito homónimo en el distrito N.º4 Chiquimula para la impartición de justicia por medio del entonces novedoso sistema de juicios de jurados.
Luego de la creación de la República de Guatemala el 21 de marzo de 1847 por el gobierno conservador del general Rafael Carrera, se formó el distrito de Jalapa el 25 de febrero de 1848, cuando la región de Mita fue separada en tres: Jutiapa, Santa Rosa y Jalapa.  Esta división política no funcionó y fue disuelta en 1850.  Finalmente, el departamento de Jalapa fue creado por el gobierno liberal de Justo Rufino Barrios el 24 de noviembre de 1873 por Decreto N.º 107.
Está ubicada al suroeste de Guatemala en un valle que rodea el volcán Jumay que también recibe los nombres de «Montañas de Jalapa», «Cerro de Alcoba», y «Cerro de Arluta». 
El clima es templado, no hace frío extremo ni calor excesivo durante los 365 días del año por lo cual se le conoce poéticamente como «La Morena Climatológica de Oriente».

## Toponimia
Muchos de los nombres de los municipios y poblados de Guatemala constan de dos partes: el nombre del santo católico que se venera el día en que fueron fundados y una descripción con raíz náhuatl; esto se debe a que las tropas que invadieron la región en la década de 1520 al mando de Pedro de Alvarado estaban compuestas por soldados españoles y por indígenas tlaxcaltecas y cholultecas. El topónimo «Jalapa» proviene de dos raíces náhuatl, «xal» (español:«arena») y «apant» (español:«río»), que significan «arena de río».

## División política
La cabecera municipal de Jalapa está conformada por barrios y zonas, siendo éstas:
| Barrio       | Zona  | Barrio              | Zona |
| ------------ | ----- | ------------------- | ---- |
| Chipilapa    | 5 y 6 | La Democracia       | 1    |
| La Esperanza | 2     | San Francisco       | 2    |
| El Porvenir  | 3 y 4 | Barrio Llano Grande | 7    |
| El Lazareto  | N/A   | El Terrero          | N/A  |
| La Aurora    | N/A   | El Terrero          | N/A  |

## Lugares Poblados
Jalapa se posiciona como el octavo municipio más poblado de Guatemala con un total de 159 840 habitantes hasta el Censo 2018 . El municipio alberga un total de 224 incluidos aldeas, asentamientos, colonias, fincas y ciudad . Entre los 20 lugares más poblados, vive el 45% de población jalapaneca.
A continuación un listado de los 15 lugares más poblados del municipio de Jalapa:
| #      | Código  | Lugar                | Tipo    | Población |
| ------ | ------- | -------------------- | ------- | --------- |
| 1      | 2101001 | Jalapa (Centro)      | Ciudad  | 33 050    |
| 2      | 2101130 | Los Izotes           | Aldea   | 3 936     |
| 3      | 2101035 | El Chaguite          | Aldea   | 3 549     |
| 4      | 2101106 | La Democracia        | Colonia | 3 282     |
| 5      | 2101079 | Fuente de la Montaña | Aldea   | 3 048     |
| 6      | 2101170 | San José Carrazal    | Aldea   | 2 849     |
| 7      | 2101115 | Llano Grande         | Caserío | 2 744     |
| 8      | 2101055 | El Paraíso           | Aldea   | 2 693     |
| 9      | 2101042 | El Durazno           | Aldea   | 2 504     |
| 10     | 2101083 | La Pastoria          | Caserío | 2 451     |
| 11     | 2101060 | El Rodeo             | Aldea   | 2 402     |
| 12     | 2101023 | El Divisadero        | Caserío | 2 303     |
| 13     | 2101180 | Sanyuyo              | Aldea   | 2 290     |
| 14     | 2101082 | La Laguna            | Caserío | 2 274     |
| 15     | 2101133 | Los Laureles         | Colonia | 1 971     |
| Jalapa | Jalapa  | Jalapa               | Jalapa  | 156 840   |

## Geografía física

### Clima
La cabecera municipal de Jalapa posee un clima tropical; (Clasificación de Köppen: Am).
| Parámetros climáticos promedio de Jalapa | Parámetros climáticos promedio de Jalapa | Parámetros climáticos promedio de Jalapa | Parámetros climáticos promedio de Jalapa | Parámetros climáticos promedio de Jalapa | Parámetros climáticos promedio de Jalapa | Parámetros climáticos promedio de Jalapa | Parámetros climáticos promedio de Jalapa | Parámetros climáticos promedio de Jalapa | Parámetros climáticos promedio de Jalapa | Parámetros climáticos promedio de Jalapa | Parámetros climáticos promedio de Jalapa | Parámetros climáticos promedio de Jalapa | Parámetros climáticos promedio de Jalapa |
| Mes                                      | Ene.                                     | Feb.                                     | Mar.                                     | Abr.                                     | May.                                     | Jun.                                     | Jul.                                     | Ago.                                     | Sep.                                     | Oct.                                     | Nov.                                     | Dic.                                     | Anual                                    |
| ---------------------------------------- | ---------------------------------------- | ---------------------------------------- | ---------------------------------------- | ---------------------------------------- | ---------------------------------------- | ---------------------------------------- | ---------------------------------------- | ---------------------------------------- | ---------------------------------------- | ---------------------------------------- | ---------------------------------------- | ---------------------------------------- | ---------------------------------------- |
| Temp. máx. media (°C)                    | 24.0                                     | 25.1                                     | 27.1                                     | 28.1                                     | 27.4                                     | 25.8                                     | 25.4                                     | 26.0                                     | 25.2                                     | 24.5                                     | 23.9                                     | 23.6                                     | 25.5                                     |
| Temp. media (°C)                         | 18.6                                     | 19.4                                     | 20.8                                     | 21.8                                     | 21.8                                     | 21.0                                     | 20.7                                     | 21.1                                     | 20.6                                     | 20.0                                     | 19.2                                     | 18.6                                     | 20.3                                     |
| Temp. mín. media (°C)                    | 13.3                                     | 13.8                                     | 14.5                                     | 15.6                                     | 16.2                                     | 16.2                                     | 16.1                                     | 16.2                                     | 16.0                                     | 15.6                                     | 14.6                                     | 13.6                                     | 15.1                                     |
| Precipitación total (mm)                 | 11                                       | 13                                       | 20                                       | 46                                       | 151                                      | 339                                      | 233                                      | 217                                      | 311                                      | 207                                      | 49                                       | 19                                       | 1616                                     |
| Fuente: Climate-Data.org                 |                                          |                                          |                                          |                                          |                                          |                                          |                                          |                                          |                                          |                                          |                                          |                                          |                                          |

## Gobierno municipal
Los municipios se encuentran regulados en diversas leyes de la República, que establecen su forma de organización, lo relativo a la conformación de sus órganos administrativos y los tributos destinados para los mismos.  Aunque se trata de entidades autónomas, se encuentran sujetos a la legislación nacional y las principales leyes que los rigen desde 1985 son:
| N.º | Ley                                                | Descripción |
| --- | -------------------------------------------------- | --- |
| 1   | Constitución Política de la República de Guatemala | Tiene una regulación legal específica para los municipios en los artículos 253 al 262. |
| 2   | Ley Electoral y de Partidos Políticos              | Ley de carácter constitucional aplicable a los municipios en el tema de la conformación de sus autoridades electas. |
| 3   | Código Municipal                                   | Decreto 12-2002 del Congreso de la República de Guatemala. Tiene la categoría de ley ordinaria y contiene preceptos generales aplicables a todos los municipios, e inclusive contiene legislación referente a la creación de los municipios.             |
| 4   | Ley de Servicio Municipal                          | Decreto 1-87 del Congreso de la República de Guatemala. Regula las relaciones entra la municipalidad y los servidores públicos en materia laboral. Tiene su base constitucional en el artículo 262 de la constitución que ordena la emisión de la misma. |
| 5   | Ley General de Descentralización                   | Decreto 14-2002 del Congreso de la República de Guatemala. Regula el deber constitucional del Estado, y por ende del municipio, de promover y aplicar la descentralización y desconcentración económica y administrativa.                                |

El gobierno de los municipios está a cargo de un Concejo Municipal mientras que el código municipal —ley ordinaria que contiene disposiciones que se aplican a todos los municipios— establece que «el concejo municipal es el órgano colegiado superior de deliberación y de decisión de los asuntos municipales […] y tiene su sede en la circunscripción de la cabecera municipal»; el artículo 33 del mencionado código establece que «[le] corresponde con exclusividad al concejo municipal el ejercicio del gobierno del municipio».
El concejo municipal se integra con el alcalde, los síndicos y concejales, electos directamente por sufragio universal y secreto para un período de cuatro años, pudiendo ser reelectos.
Existen también las Alcaldías Auxiliares, los Comités Comunitarios de Desarrollo (COCODE), el Comité Municipal del Desarrollo (COMUDE), las asociaciones culturales y las comisiones de trabajo. Los alcaldes auxiliares son elegidos por las comunidades de acuerdo a sus principios y tradiciones, y se reúnen con el alcalde municipal el primer domingo de cada mes, mientras que los Comités Comunitarios de Desarrollo y el Comité Municipal de Desarrollo organizan y facilitan la participación de las comunidades priorizando necesidades y problemas.

## Historia

### Época prehispánica
La generación Pocomam nació por el amor de Imas Quiej Tepec y de Ixoc Jal Kaak, quienes arribaron provenientes de Alta Verapaz, huyendo de los Poqomchí y estableciéndose en los asentamientos de «Chiaguid» y «Los Achiotl».
Practicaron nuevas formas de vida muy particulares, con conocimientos de la cacería, cultivo de maíz, artesanías y otros. Por sus constantes comunicaciones entre sí dieron origen a la lengua Pocomam Oriental.
A principios del siglo xvi los pobladores abandonaron sus asentamientos al pie del volcán Jumay por la inminente erupción que este manifestaba con movimientos telúricos, yéndose a ubicar al «Xhule», en donde pocos años después tuvieron sufrieron la conquista del oriente a manos de fuerzas españolas y tlaxcaltecas en la década de 1520.

### Conquista de Guatemala
Los conquistadores españoles llegaron por la Sierra Madre, conquistando primero la región que ocupan los modernos municipios de Santa Rosa y Jumaytepeque; en este último, las fuerzas españolas, tlaxcaltecas y cholultecas que llegaron al mando de Pedro de Alvarado encontraron férrea resistencia por las fuerzas del cacique «Tonatel»: después de derrotarlo llegaron a Colis y tomaron las montañas de Santa María Xalapán, donde percibieron la presencia indígena y prepararon la batalla por el lado de Urlanta.
Los pocomames ya tenían conocimiento de la presencia de extraños, por lo que se prepararon para defender el territorio. Finalmente este les fue arrebatado en batalla y quedó en manos de los españoles, a quienes se debe el trazo y fundación de la ciudad de Jalapa a orillas del río de Jalapa o Chipilahac, como le llamaron indígenas acompañantes de los hispanos, por la abundancia de arbusto de chipilín. Las tierras de Jalapa quedaron en manos del jefe de los conquistadores, el señor José y Nájera, quien erigió allí su hacienda, la cual controlaba gran parte de terrenos de Santa Rosa y Jutiapa.

### Tras la Independencia de Centroamérica
El Estado de Guatemala fue definido de la siguiente forma por la Asamblea Constituyente de dicho estado que emitió la constitución del mismo el 11 de octubre de 1825: «el estado conservará la denominación de Estado de Guatemala y lo forman los pueblos de Guatemala, reunidos en un solo cuerpo.  El estado de Guatemala es soberano, independiente y libre en su gobierno y administración interior.»
Jalapa fue uno de los municipios originales del Estado de Guatemala fundado en 1825; pertenecía al departamento de Chiquimula, cuya cabecera era el poblado del mismo nombre y el cual tenía a los municipios de Zacapa, Acasaguastlán, Sansaria, Esquipulas, Jalapa y Mita.
La constitución del Estado de Guatemala promulgada el 11 de octubre de 1825 —y no el 11 de abril de 1836, como numerosos historiadores han reportado incorrectamente — creó los distritos y sus circuitos correspondientes para la administración de justicia según el Código de Lívingston traducido al español por José Francisco Barrundia y Cepeda;  en dicha constitución se menciona que Jalapa era sede del circuito del mismo nombre en el distrito N.º4 Chiquimula junto con Sansaria, Santo Domingo, Jilotepeque y Pinula.

### Fundación del distrito de Jalapa

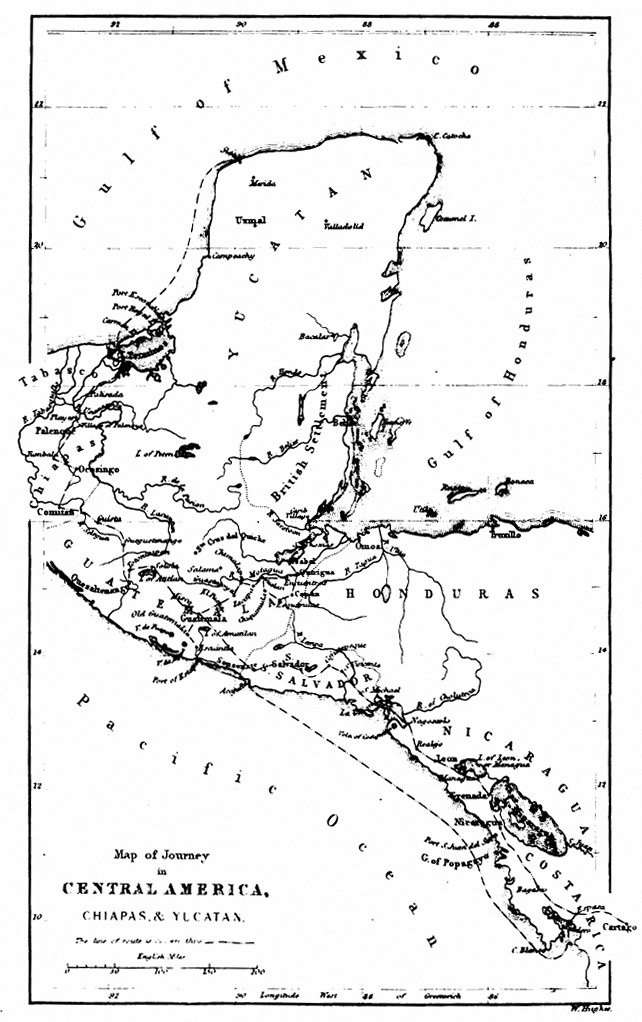
Mapa de Guatemala en 1839, elaborado por el arquitecto británico Frederick Catherwood, quien visitó Guatemala en compañía del explorador estadounidense John Lloyd Stephens en comisión del presidente de los Estados Unidos, Martin Van Buren.

La República de Guatemala fue fundada por el gobierno del presidente capitán general Rafael Carrera el 21 de marzo de 1847 para que el hasta entonces Estado de Guatemala pudiera realizar intercambios comerciales libremente con naciones extranjeras. El 25 de febrero de 1848 la región de Mita fue segregada del departamento de Chiquimula, convertida en departamento y dividida en tres distritos: Jutiapa, Santa Rosa y Jalapa.  Específicamente, el distrito de Jalapa incluyó al poblado de Jalapa como cabecera, Sanarate, Sansaria, San Pedro Pinula, Santo Domingo, Agua Blanca, El Espinal, Alzatate y Jutiapilla, quedando separado del distrito de Jutiapa por el río que salía del Ingenio hasta la laguna de Atescatempa.
Debido a que para formar los distritos de Jalapa y Jutiapa se tomaron algunos pueblos de Chiquimula y Escuintla, al suprimirse dichos distritos por el decreto del Gobierno del 9 de octubre de 1850, volvieron a los departamentos de donde se habían segregado, por lo que Jalapa, Santo Domingo y Pinula retornaron a su anterior condición de dependencia de Jutiapa.

### Creación del departamento de Jalapa

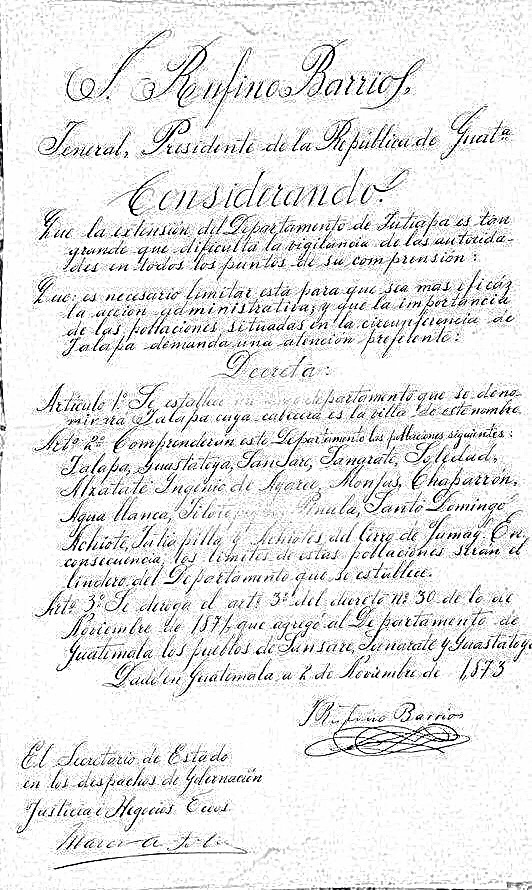
Facsímil del decreto de creación del Departamento de Jalapa en 1873.

El 24 de noviembre de 1873 se estableció el nuevo departamento de Jalapa, por Decreto número 107, siendo presidente de la República de Guatemala el general Justo Rufino Barrios:
| Decreto N.º 107 Considerando: que la extensión del Departamento de Jutiapa es tan grande que dificulta la vigilancia de las autoridades en todos los puntos de su comprensión; que es necesario limigar esta para que sea más eficaz la acción administrativa; y que la importancia de las poblaciones situadas en la circunferencia de Jalapa demanda una atención preferente, Decreto, 1. Se establece un nuevo Departamento que se denominará de Jalapa, cuya cabecera es la villa de este nombre. 2. Compondrán este Departamento las poblaciones siguientes: Jalapa, Guastatoya, Sansare, Sanarate, Soledad, Alzatate, Ingenio de Ayarce, Monjas, Chaparrón, Agua Blanca, Jilotepeque, Pinula, Santo Domingo, Achiote, Jutiapilla, y Achiotes del Cerro de Jumay. En consecuencia los límites de estas poblaciones serán el lindero del Departamento que se establece. 3. Se deroga el artículo 3.º del decreto número 30 de 10 de noviembre de 1871, que agregó al Departamento de Guatemala los pueblos de Sansare, Sanarate y Guastatoya. Dado en Guatemala, a veinticuatro de noviembre de mil ochocientos setenta y tres. —Justo Rufino Barrios El Secretario de los despachos de Gobernación, Justicia y Negocios Eclesiásticos: Marco Aurelio Soto Recopilación de las Leyes de la República de Guatemala, 1871-1881 |

## Economía
Su economía descansa principalmente en el comercio, los servicios y las artesanía. Su mercado municipal comercializa gran cantidad de frutas, verduras, granos, artículos textiles y domésticos. Cuenta con varios bancos privados y nacionales. Otras actividades económicas son la producción y exportación de flores, explotación maderera, fabricación de loza sanitaria e industria de la construcción entre otras.
Recientemente la producción de tecnología ha sido una de sus crecientes industrias, donde podemos resaltar la fundación de la empresa IoDev, fundada en el departamento de Jalapa por jóvenes profesionales de sistemas y tecnología.

## Educación
En cuanto a educación, existen escuelas nacionales y colegios privados a nivel pre-primario, primario, básico, vocacional y universitario. El Instituto Normal Centro Americano para Varones (INCAV) y el Instituto Normal Centro Americano para Señoritas (INCAS), conocidos como "el alma mater de la cultura de oriente".
En educación a nivel privado cuenta con el Colegio "Sagrado Corazón",Instituto Privado de Educación Diversificada "El Porvenir" "Juan Pablo II", Liceo Cristiano Nuevo Milenio, Colegio Preescolar Activa, Centro de Estudios de Ingeniería y Arquitectura Rembrandt, Colegio Particular Mixto Liceo Jalapa Colegio Adventista "Moria" miembro del Sistema de Instituciones Educativas que la Iglesia Adventista sostiene en todo el Mundo.

## Personajes célebres
- Clemente Marroquín Rojas (Exvicepresidente de la República y escritor) Fundador del Diario La Hora.
- Carlos Guzmán-Böckler (humanista y antropólogo)
- Francisco Perdomo Sandoval (Exministro de Gobernación)
- Hugo Rafael Carías Recinos (Diputado al Congreso de la República)
- Silvano Antonio Carías Recinos Médico. Mártir de Jalapa.
- Adrián Zapata (Catedrático y director del INCAV)
- Julio Fausto Aguilera, Ivonne Recinos, Melinton Salazar, Octavio Augusto Lucero Morales. Escritores.
- José María Bonilla Ruano. Escritor y poeta. Reformó la letra del Himno Nacional de Guatemala y escribió textos didácticos que se usaron por muchos años en Guatemala.

## Otras cabeceras departamentales
| Departamento | Cabecera       | Departamento  | Cabecera              | Departamento  | Cabecera      | Departamento   | Cabecera       |
| ------------ | -------------- | ------------- | --------------------- | ------------- | ------------- | -------------- | -------------- |
| Alta Verapaz | Cobán          | Baja Verapaz  | Salamá                | Chimaltenango | Chimaltenango | Chiquimula     | Chiquimula     |
| El Progreso  | Guastatoya     | Quiché        | Santa Cruz del Quiché | Escuintla     | Escuintla     | Huehuetenango  | Huehuetenango  |
| Izabal       | Puerto Barrios | Jutiapa       | Jutiapa               | Petén         | Flores        | Quetzaltenango | Quetzaltenango |
| Retalhuleu   | Retalhuleu     | Sacatepéquez  | Antigua Guatemala     | San Marcos    | San Marcos    | Santa Rosa     | Cuilapa        |
| Sololá       | Sololá         | Suchitepéquez | Mazatenango           | Totonicapán   | Totonicapán   | Zacapa         | Zacapa         |